# Fractura de clavícula
La fractura de clavícula és una fractura òssia a la clavícula. Sovint és causada per una caiguda sobre una extremitat superior estesa, una caiguda sobre una espatlla, o un cop directe a la clavícula.
Les  fractures de la clavícula  impliquen aproximadament el 5% de totes les fractures vistes a les emergències dels hospitals. En general, la fractura ocorre entre el segment 2/3 proximal (proper a la línia mitjana del cos) i el terç distal (allunyat de la línia mitjana del cos) de la longitud de la clavícula.
Els lactants i nens són particularment propensos a aquest tipus de fractures. Les fractures de la clavícula poden presentar-se en el període neonatal, especialment després d'un part dificultós.

## Etiologia

Situació de la clavícula.

La clavícula es fractura sovint, gairebé sempre per un cop indirecte a causa d'un impacte violent amb el braç estès durant una caiguda, o bé per caigudes directes sobre el propi espatlla. Les clavícules dels nens són les més propenses a fracturar per la seva relativa debilitat comparada amb les dels adults, sent la zona més feble de la clavícula és la seva unió entre els seus dos terços mitjà i lateral.
Una vegada produït la fractura, el múscul esternoclidomastoidal eleva el fragment medial de l'os. Com el múscul trapezi és incapaç de sostenir el fragment lateral elevat, l'espatlla cau a causa del pes del membre superior. Els músculs adductors del braç, com el pectoral major, poden tirar del fragment distal fent que els fragments ossis, d'haver-los, es desplacin sobre l'os. El lligament coracoclavicular sol impedir la luxació de l'articulació acromioclavicular.

## Patogènia
La clavícula forma l'única articulació que uneix la cintura escapular amb el tronc. La clavícula protegeix importants vasos sanguinis, el pulmó i del plexe braquial. Les fractures de la clavícula que acaben desplaçades de la seva posició anatòmica poden lesionar aquestes estructures per la seva proximitat i l'afilat que resulten les vores estellades. De perforar el pulmó, pot sobrevenir pneumotòrax i posteriorment la mort.
Aproximadament el 80% de les fractures de la clavícula es produeixen en el terç mitjà del recorregut de l'os, 15% amb associació de la part distal o el terç lateral, i un 5% d'associació del terç proximal o medial.

## Tractament

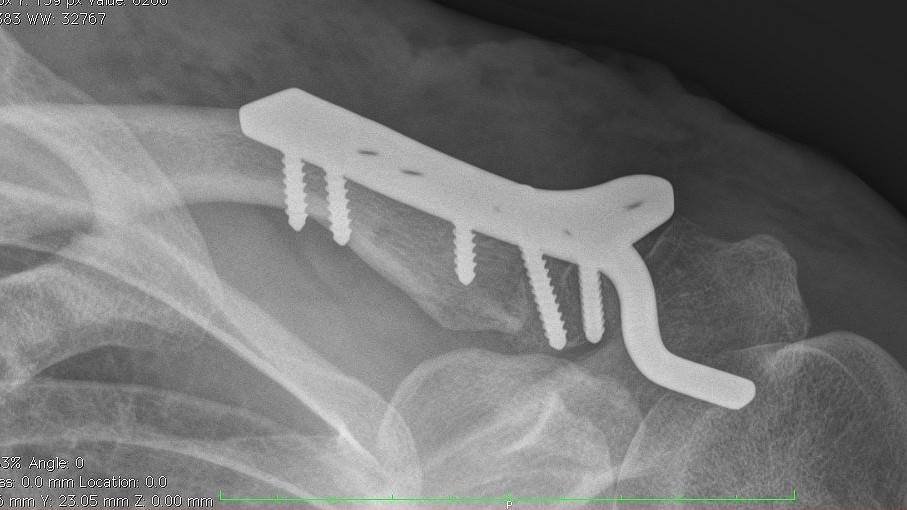
Imatge de raigs X lateral d'una fractura de clavícula reparada, 6 mesos després d'un accident de moto.

El tractament de fractures sense desplaçament sol ser amb immobilització per fèrules. Els objectius són disminuir l'edema i el dolor, així com reduir les seqüeles. Les lesions amb desplaçament poden requerir cirurgia ortopèdica per a la seva reducció. Les fractures neonatals solen curar de manera espontània en diverses setmanes sense tractament especial.
S'ha de consultar a un cirurgià traumatòleg immediatament quan el pacient té proves d'afectació multisistèmica com en el cas de fractures obertes i les fractures desplaçades. La resta de les fractures simples de la clavícula poden ser manejades per un metge general.